# Le Spectre de la rose
Le Spectre de la rose è un balletto in un atto di Michel Fokine, su musica di Carl Maria von Weber, con scenografia e costumi di Léon Bakst.

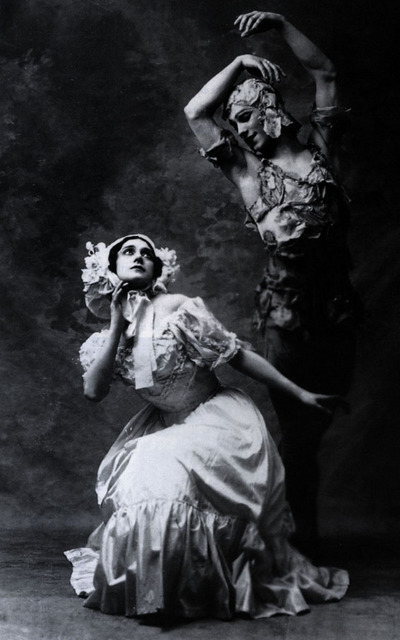
Nijinski e Karsavina - 1911

 Il libretto di Jean-Louis Vaudoyer si ispirava a un poema di Théophile Gautier.

## Storia
Il balletto, interpretato da Vaclav Nižinskij e Tamara Karsavina, fu creato da per i Ballets russes di Sergej Djagilev il 19 aprile 1911 al Grand Théâtre de Monte Carlo.
Nijinski diede prova in questo balletto delle sue eccezionali doti sia artistiche che tecniche, stupendo il pubblico parigino con il famoso salto attraverso la finestra aperta, il 6 giugno 1911 al Théâtre du Châtelet ed il 19 dicembre al Palais Garnier diretto da Pierre Monteux.
Dal punto di vista stilistico, Fokine mostrò di usare la tecnica classica con una certa libertà, curando soprattutto l'espressività, con un uso innovativo di ports de bras non convenzionali.
Nel 1920 avviene la prima all'Opéra-Comique di Parigi, nel 1937 al Teatro Comunale di Firenze con David Lichine, nel 1941 la centesima recita al Palais Garnier con Serge Lifar, nel 1945 al Teatro Verdi (Firenze) diretta da Tullio Serafin ed al Teatro alla Scala di Milano nel 1947 come Invito alla danza e nel 1955 come Lo spettro della rosa diretta da Luciano Rosada con Carla Fracci.
Il ruolo particolarmente spettacolare dello Spectre è stato interpretato dalle più grandi figure maschili della danza, in particolare lo ha danzato numerose volte Rudol'f Nureev dal 1979 a New York, al 1981 al Teatro Petruzzelli di Bari, sino al 1987 a Londra.
In particolare fu questo il balletto in cui si esibì per l'ultima volta in coppia con Margot Fonteyn (che aveva compiuto sessant'anni), il 23 giugno 1979, a Londra.

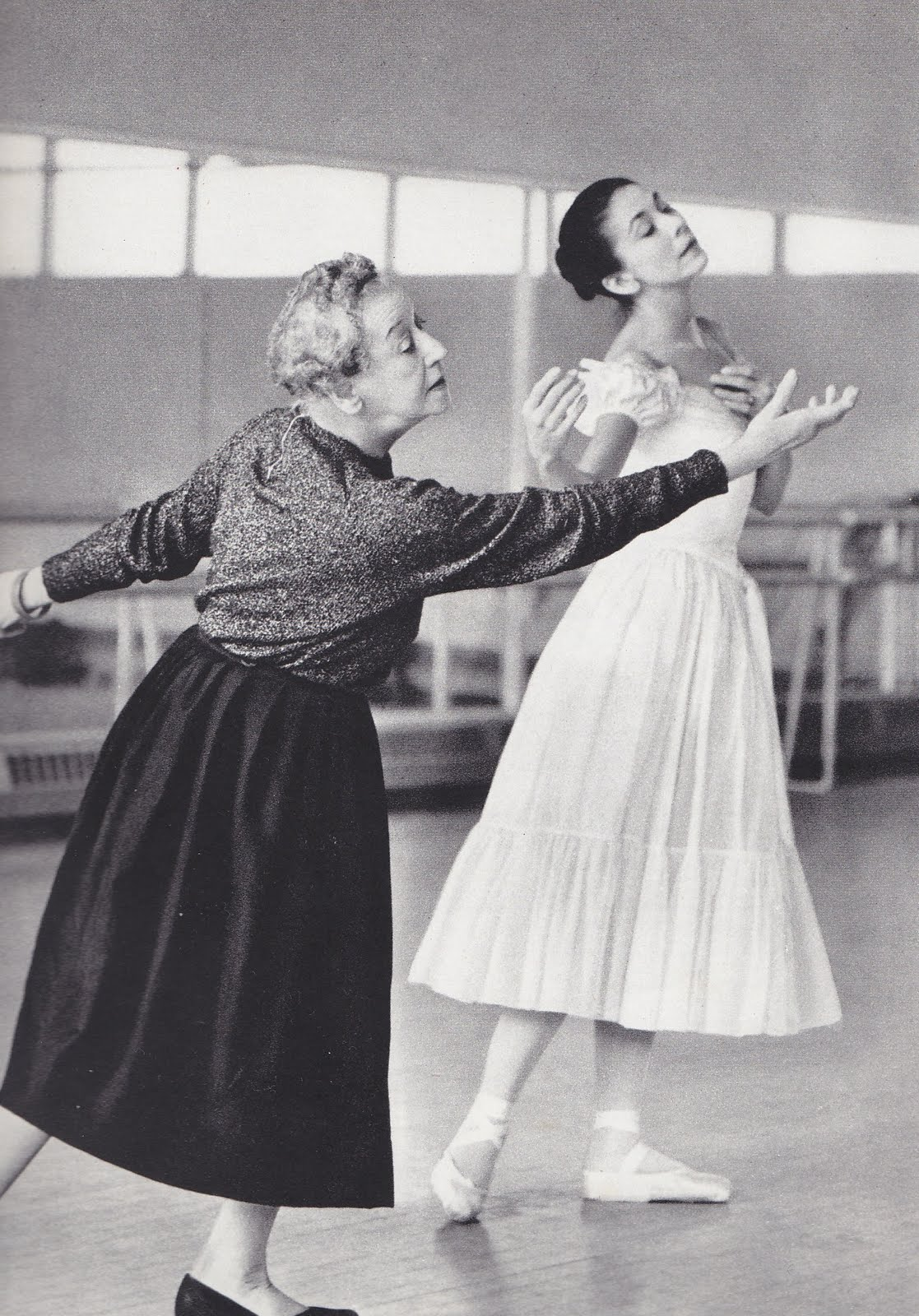
Tamara Karsavina insegna la parte a Margot Fonteyn nel 1960 ca

Nel 1993 vi fu la prima al Teatro della Pergola di Firenze con Carla Fracci e Gheorghe Iancu.

## Trama
Al ritorno da un ballo, una ragazza si addormenta respirando il profumo della rosa che ha portato tutta la serata. Nel sogno della ragazza il fiore si trasforma in un giovane spettro innamorato, vestito di petali di rose. Lo spettro la trascina in un valzer e poi svanisce dalla finestra con un salto. La ragazza si sveglia e vede la rosa caduta ai suoi piedi durante il sonno.
L'esile spunto poetico, evocativo dei primi turbamenti e delle romanticherie dell'adolescenza femminile, è stato colto da Fokine con maestria e delicatezza, senza ricorrere ai virtuosismi del balletto classico. Si tratta inoltre di una nuova interpretazione del pas de deux, in cui il ruolo maschile predomina su quello femminile, contrariamente all'uso allora corrente (e presentando inoltre anche un certo aspetto androgino). Il balletto viene ritenuto uno dei capolavori della danza classica.

## Altre versioni
- John Neumeier - Balletto di Amburgo - 1989.
- Angelin Preljocaj - Opéra de Paris – 1993. Le spectre de la rose è stato rivisitato da Preljocaj come dramma psicosessuale, nel suo programma Hommage aux Ballets russes, intervallando la musica di Weber con una colonna sonora contemporanea[5].
- Ted Brandsen - West Australian Ballet - 1999, con il titolo di Rose Spirit nell'ambito di The Source - Tribute to the Ballets Russes[6].
- Thierry Malandain - Ballet de Biarritz – 2001

## Le Spectre de la rosenelle raffigurazioni artistiche dell'epoca

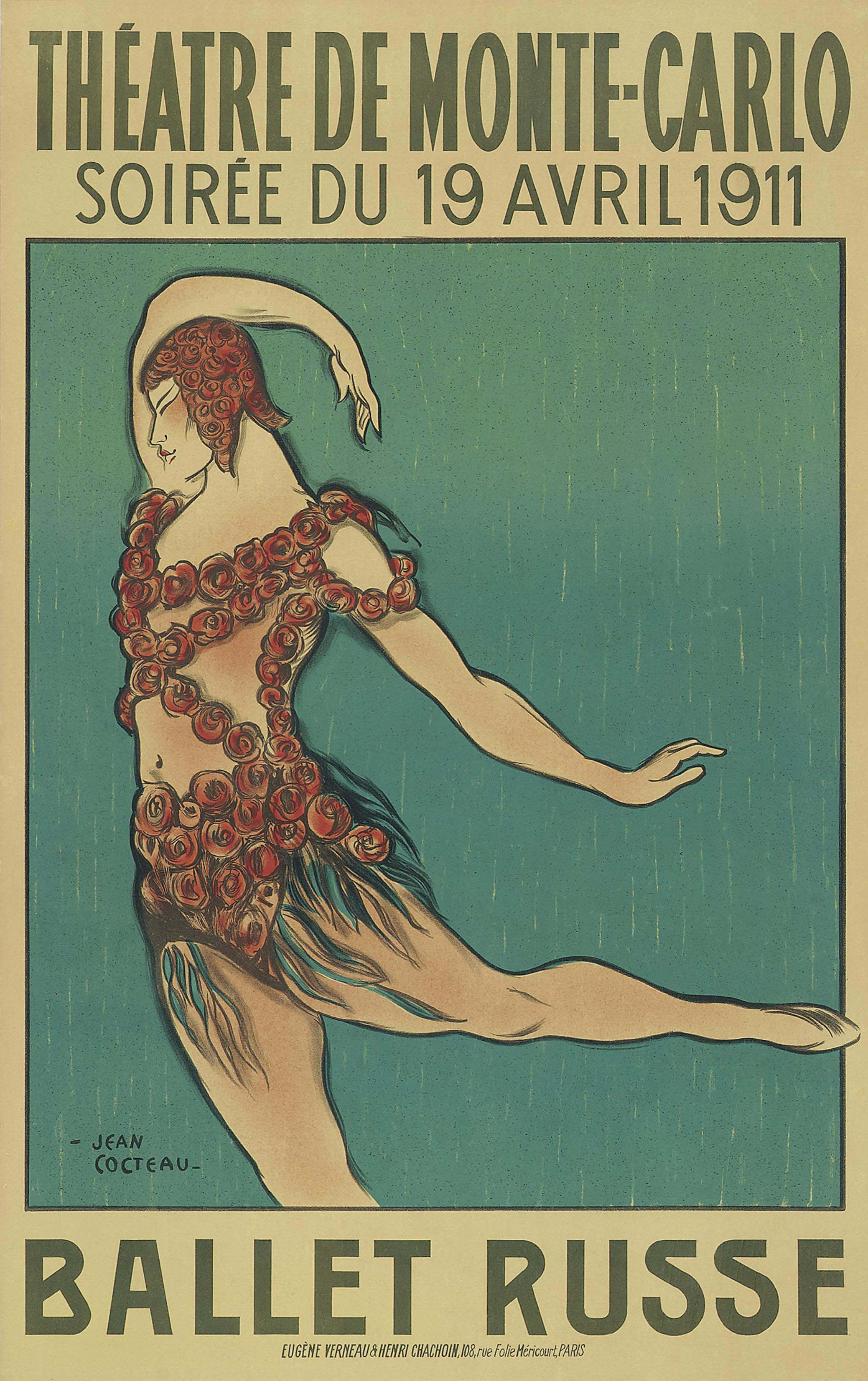
Locandina di Jean Cocteau per la prima rappresentazione 1911
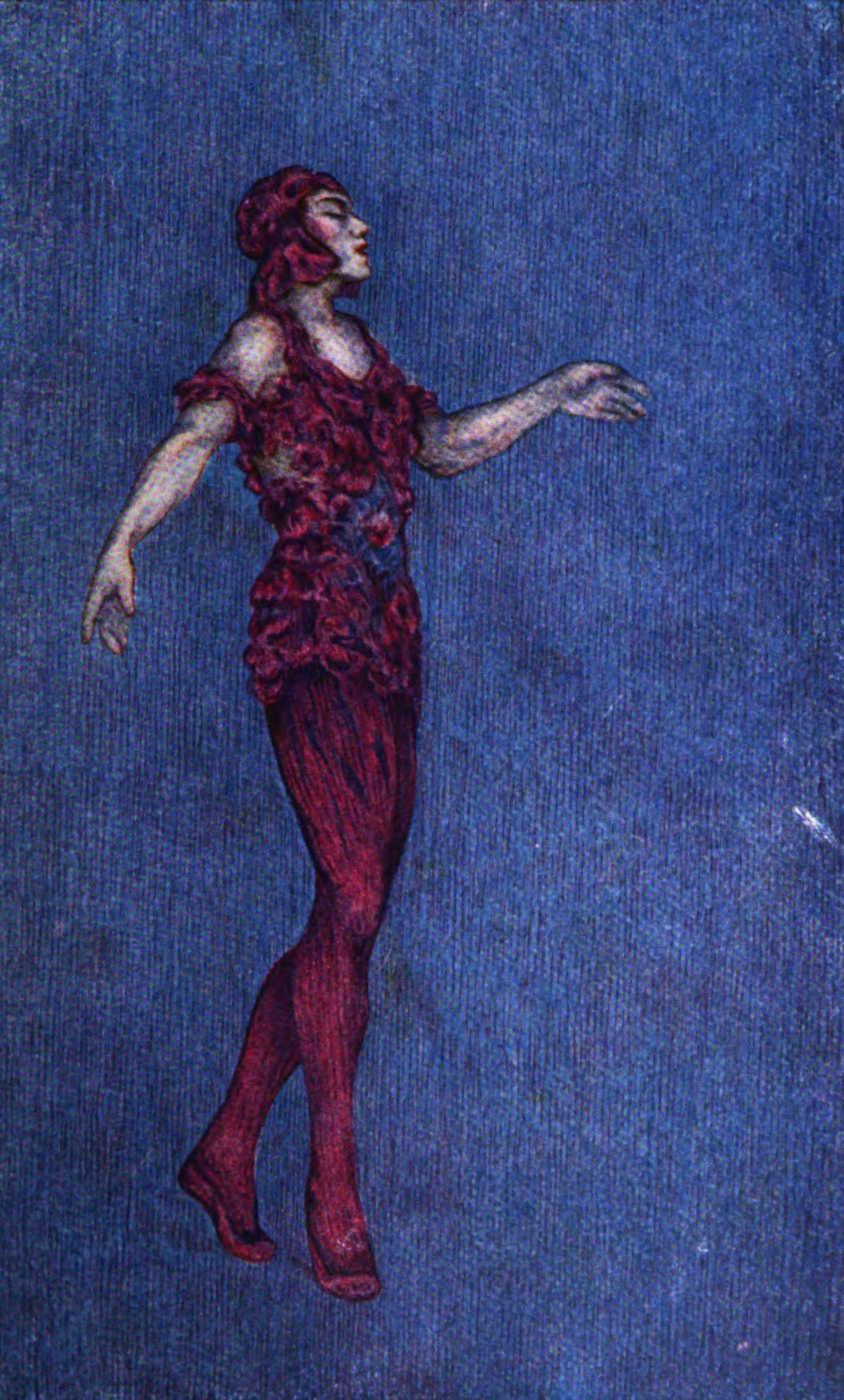
Dorothy Mullock 1913
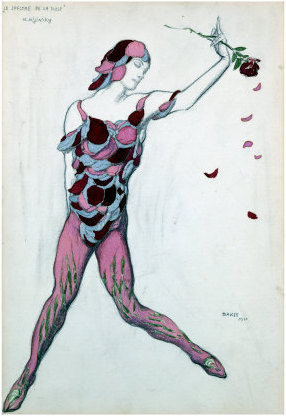
Figurino del costume di Nijinski di Léon Bakst 1911
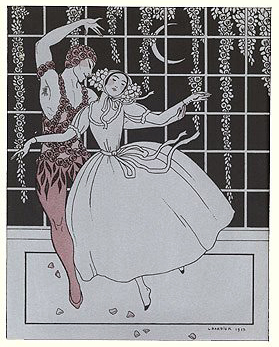
George Barbier 1913